# Allotrichoma setosum
Allotrichoma setosum är en tvåvingeart som beskrevs av Ichiro Miyagi 1977. Allotrichoma setosum ingår i släktet Allotrichoma och familjen vattenflugor. Inga underarter finns listade i Catalogue of Life.